# Krčenik
Krčenik je naselje u Hrvatskoj, regiji Slavoniji u Osječko-baranjskoj županiji i nalazi se u sastavu općine Podravska Moslavina.

## Zemljopisni položaj
Krčenik se nalazi na 97 metara nadmorske visine u nizini istočnohrvatske ravnice. Selo se nalazi na županijskoj cesti ŽC 4030 Podravska Moslavina- Orahovica. Između Krčenika i Crnca je administrativna granica između Osiječko-baranjske i Virovitičko -podravske županije.  Susjedna naselja: sjeverno se nalazi općinsko središte Podravska Moslavina, sjeverozapadno Gezinci i Martinci Miholjački. Istočno se nalazi Viljevo i Cret Viljevski naselja u općini Viljevo. Zapadno se nalaze Čađavički Lug i Čađavica naselja u sastavu općine Čađavica u Virovitičko-podravskoj županiji. Južno od naselja se prostire veliki šumski kompleks. Pripadajući poštanski broj je 31530 Podravska Moslavina, telefonski pozivni 031 i registarska pločica vozila NA (Našice). Površina katastarske jedinice naselja Krčenik je 18,78 km2.

## Povijest
Prema administrativno-teritorijalnoj podjeli u 1947. (NN 60/1947), pripadao je u Narodni odbor kotara Donji Miholjac, zajedno s ovim mjesnim narodnim odborima: Beničanci, Bočkinci, Čamagajevci, Cret Viljevski, Črnkovci, Donji Miholjac, Gložđe, Golinci, Kapelna, Krunoslavje, Kućanci, Lacići, Marijanci, Miholjački Poreč, Podravska Moslavina, Podgajci Podravski, Radikovci, Rakitovica, Sveti Đurađ, Šljivoševci i Viljevo. Pod Donjim Miholjcem bio je i upravnom podjelom 1950. (NN 27/1950).
1970. je iz Krčenika izdvojeno naselje Gezinci koje je onda postalo samostalno naselje (N.N. SRH, 56/70).

## Stanovništvo
| broj stanovnika |       |       |       |       |       |       | 148   | 325   | 899   | 1056  | 1094  | 810   | 565   | 533   | 432   | 334   | 252   |
|                 | 1857. | 1869. | 1880. | 1890. | 1900. | 1910. | 1921. | 1931. | 1948. | 1953. | 1961. | 1971. | 1981. | 1991. | 2001. | 2011. | 2021. |

Iskazuje se kao naselje od 1921. U 1971. smanjeno izdvajanjem dijela u samostalno naselje Gezinci. Do 1991. iskazivano pod imenom Krčenik Moslavački.

## Crkva
U selu se nalazi rimokatolička crkva Sv. Mihovila koja pripada katoličkoj župi Rođenja BDM Podravska Moslavina, te slatinskom dekanatu Požeške biskupije. Crkveni god (proštenje) ili kirvaj slavi se 29. rujna.

## Obrazovanje
Područna škola do 4. razreda koja radi u sklopu Osnovne škole "Ante Starčević" Viljevo.

## Šport
- NK Hajduk Krčenik. Aktivan od 1946 do 2017. Nakon mirovanja od 2017 ponovo aktivan od ljeta 2021. Član je 3. ŽNL NS. Našice-D. Miholjac.
- Bočarski klub "Hajduk" Krčenik

## Poznate osobe
- Ivica Vrkić, hrvatski političar, gradonačelnik grada Osijeka od 2013., rođen u Krčeniku.[5]
- Slavko Sakoman, liječnik, psihijatar i forenzičar, rođen u Krčeniku.[6]

## Ostalo
- Dobrovoljno vatrogasno društvo Krčenik
- Lovačko društvo "Kuna" Krčenik

## Vanjska poveznica
- http://os-astarcevica-viljevo.skole.hr/skola
- http://www.podravskamoslavina.hr/